# Салађешти (Алба)
Салађешти (рум. Sălăgești) насеље је у Румунији у округу Алба у општини Бистра. Општина се налази на надморској висини од 825 m.

## Становништво
Према подацима из 2002. године у насељу је живело 48 становника, од којих су сви румунске националности.